# Trafic (2004)
Trafic är en rumänsk kortfilm från 2004 i regi av Cătălin Mitulescu.
Filmen handlar om en man som är på väg till ett affärsmöte. På grund av trafiksituationen skjuts mötet fram i 30 minuter, vilket gör att han kan ta en paus. Filmen tilldelades Guldpalmen för bästa kortfilm vid Filmfestivalen i Cannes.

## Medverkande
- Bogdan Dumitrache
- Maria Dinulescu